# Notre-Dame-de-Gravenchon
Notre-Dame-de-Gravenchon foi uma comuna francesa na região administrativa da Normandia, no departamento de Sena Marítimo. Estendia-se por uma área de 18,74 km². Em 2010 a comuna tinha 10 340 habitantes (densidade: 551,8 hab./km²).
Em 1 de janeiro de 2016, passou a formar parte da nova comuna de Port-Jérôme-sur-Seine.